# Elisângela Oliveira
Elisângela Almeida de Oliveira  (Londrina,  30 de outubro de 1978) é uma voleibolista indoor  brasileira,  atuante na posição de Oposta com passagens por clubes nacionais e internacionais, além de ter iniciado na Seleção Brasileira  na categoria de base, sendo campeã do  Campeonato Sul-Americano Juvenil de 1996 na Venezuela,  também disputou o Campeonato Mundial Juvenil de 1997 na Polônia,  possui três medalhas em edições no  Grand Prix ,  conquistou a medalha de ouro nos Jogos Pan-americanos de Winnipeg de 1999, também obteve a medalha de bronze na Copa do Mundo do Japão  de 1999 e no mesmo ano sagrou-se  campeã do Campeonato Sul-Americano participou de duas edições dos Jogos Olímpicos de Verão, em 2000 e 2004, sendo medalhista de bronze e semifinalista, respectivamente.Em clubes obteve a medalha de prata no  extinto Torneio Internacional Salonpas Cup de 2007 e também no Torneio Internacional Top Volley na Suíça em 2012.

## Carreira
Esta londrinense iniciou sua carreira na modalidade aos 15 anos de idade,  descoberta por um olheiro  quando disputou os Jogos Escolares da Juventude, daí começou a treinar no Grêmio Londrinense e oito meses depois estava treinando na categoria juvenil da Seleção Brasileira.Jogou profissionalmente no Londrina Country Clube, depois representou o  Londrina/Ametur .
Em 1996 foi convocada para Seleção Brasileira e disputou por esta  a edição realizada em Caracas-Venezuela  do Campeonato Sul-Americano Juvenil,  conquistando medalha de ouro.Competiu  pelo Londrina/Ametur em sua primeira Superliga Brasileira A na temporada 1996-97, registrando 11 pontos no total, destes foram 7 de ataques, 3 de bloqueios e 1 de saque,quando encerrou na nona posição.No ano de 1997 representou a Seleção Brasileira no Campeonato Mundial Juvenil  de Gdynia -Polônia, mas encerrou pela equipe brasileira na nona posição.
Na jornada seguinte disputou a Superliga Brasileira A 1997-98  pelo clube mineiro:  Marco XX/Estrela/ Divinópolis  e por este avançou às quartas-de-final,terminando na oitava posição, e apresentou evolução em relação a edição antecedente no tocante ao destaque como pontuadora, desta vez realizou 121 pontos, sendo 75 de ataques, 22 de bloqueios e 24 de saques.
Ela teve maior projeção quando passou a defender a equipe do Rexona/Curitiba, quando contratada ainda em 1998 e disputou a jornada 1998-99, competindo na correspondente edição da Superliga Brasileira A, fato marcou nesta competição, pois, representando este clube ela avança a sua primeira final  e sagrou-se  vice-campeã nesta temporada, novamente evoluiu no quesito de pontuação: marcou 294 pontos, sendo 269 de ataques, 16 de bloqueios e 9 de saques.
O ano de 1999 representou um marco em sua carreira, pois, foi convocada pela primeira vez para a seleção principal, disputou o BCV CUP, terminando na quarta colocação e nesta trajetória  já agregou  no seu currículo  muitos títulos como:  a conquista da medalha de prata no Grand Prix de 1999 cuja  fase final due-se em Yuxi, também esteve nos Jogos Pan-Americanos de Winnipeg, quando de forma invicta  a seleção obteve a medalha de ouro,  depois de  completar trinta e seis anos da última conquista na competição. Elisângela foi a jogadora que fez o último ponto no tie-break contra seleção cubana.Ainda em 1999 conquistou o bronze na Copa do Mundo , além disso foi ouro no Campeonato Sul-Americano de Valencia-Venezuela.
Na temporada de 1999-00 permaneceu na equipe do Rexona/PR e mais uma vez é finalista, obtendo seu primeiro título nacional na correspondente  Superliga Brasileira A e superou a pontuação individual obtida na edição anterior, desta evz registrou 350 pontos, 297 de ataques, 36 de bloqueios e 17 provenientes de saques.Defendendo esse clube  foi vice-campeã da Taça Premium 2000. Pela seleção principal disputou o Grand Prix 2000, conquistando a medalha de bronze, também  foi convocada para disputar sua primeira Olimpíada e obteve a medalha de bronze  nos Jogos Olímpicos de Sydney 2000, representando a conquista da segunda medalha  olímpica para o vôlei feminino indoor.
Na terceira temporada  consecutiva pelo Rexona/PR, tornou a disputar o título da Superliga Brasileira A, sagrando-se bicampeã da edição da jornada 2000-01, superando sua marca de pontos na competição anterior, realizando 389 pontos, 332 de ataques, 40 de bloqueios e 17 de saques.Recebeu nova convocação para representar a seleção principal no Grand Prix de 2001, não repetindo o feito da edição anterior, terminando apenas na quinta posição.Nesse mesmo ano foi campeã  do Campeonato Sul-Americana na cidade de Morón-Argentina.
Na jornada 2001-02 transfere-se para o voleibol mineiro, onde defendeu o MRV/Minas  e conquista o tricampeonato consecutivo da  Superliga Brasileira A contribuindo  para esta campanha com 285 pontos, 242 de ataques, 27 de bloqueios e 16 de saques. Novamente esteve na seleção principal em 2002, convocada pelo novo técnico Marco Aurélio Motta, desta vez em mais uma edição do Grand Prix e terminou na quarta posição , mas  Elisângela estava entre as atletas que começaram uma crise na seleção, que resultou na saída deste treinador .
Renovou com o MRV/Minas para temporadas 2002-03 e obteve o vice-campeonato na Superliga Brasileira A correspondente, registrou 319 pontos, 272 de ataques, 32 de saques e 15 de bloqueios.E atuou no período 2003-04 pela equipe do Rexona/Ades obtendo o terceiro lugar na Superliga quando marcou 335 pontos, destes 282 foram de ataques, 37 de bloqueios e 16 de saques . Nos trabalhos da Seleção Brasileira, voltou a ser convocada quando assumiu o comando o técnico José Roberto Guimarães, esteve na equipe quese preparava para disputar o Campeonato Sul-Americano de 2003, mas sentiu o ombro direito e foi substituída pela  oposta  Bia.
Retornou  a seleção e conquistou o ouro na Itália na edição do Grand Prix de 2004 e neste ano esteve na Olimpíada de Atenas e mais uma vez é semifinalista , e a equipe sucumbiu de virada para seleção russa, após está  com seis match points no 4 set, foi a maior chance até então de fazer a final olímpica, mas permitiram o empate em sets e no tie-break teve a chance de vencer, mas as russas levaram a melhor.Na disputa da medalha de bronze, jogaram  abatidas facilitando a  conquista  da medalha de bronze para seleção cubana.
Elisângela após os Jogos Olímpicos é contratada para atuar no voleibol italiano, onde foi reforçar a equipe  Siciliani/Santeramo que conseguiu o acesso a para disputar a liga italiana da primeira divisão. Em sua passagem por este clube ocorreu  uma polêmica: Elisângela estava no quinto mês de gestação (18 semanas de gravidez), ou seja, ingressou no clube grávida segundo laudo ginecológico divulgado em 13 de janeiro de 2005, causando espanto para  Piero Depascale, Presidente  do clube.
Em 17 de maio de 2005 nasce seu primeiro filho Lorenzo e após dois meses e meio  do nascimento, já estava treinando no seu novo clube o  Oi/Macaé, participou de amistosos contra time de Campos dos Goytacazes  e Rio de Janeiro e já focada na Superliga Brasileira A de 2005-06, visando retorno a Seleção Brasileira e conquistar sua vaga para disputar o Pan do Rio 2007 e a Olimpíada de Pequim 2008.Na Superliga supracitada  terminou na terceira colocação e na temporada 2006-07 terminou na quarta posição desta competição e foi eleita atleta com melhor saque desta .Mãe de primeira viagem, seu primeiro contato com a rotina de  “mãe-atleta” foi no Rexona/Curitiba com a ex-voleibolista  Ana Volponi , mãe de trigêmeos .
Foi contratada pela equipe da Finasa/Osasco foi campeã do Campeonato Paulista de 2007, além do ouro obtido nos Jogos Abertos de Praia grande vice-campeã da Copa São Paulo,  e ouro nos Jogos Regionais do Guarujá, sendo vice-campeonato da Copa Brasil no mesmo ano, além do  vice-campeonato no Torneio Internacional Salonpas Cup deste ano.Avançou por este clube a mais uma final de Superliga, concluindo com o vice-campeonato na Superliga Brasileira A 2007-08.
Na temporada seguinte transferiu-se para o voleibol catarinense e defendeu a equipe Brasil Telecom/ Brusque na conquista do Campeonato Catarinense de 2008 que  chega as semifinais e termina na quarta colocação nos playoffs.Alcançou o objetivo de jogar no voleibol japonês, de 2009 a 2011 na equipe Hisamitsu Springs, conquistando o quarto lugar na primeira temporada e o terceiro lugar na segunda temporada que atuou no Campeonato Japones, na última temporada encerrada em  meio a crise no país, sendo eleita o melhor saque..Nesta equipe conseguiu o título inédito da edição 2011 da Copa do Imperatriz do Japão .
Após as temporadas no Japão retornou ao Brasil para defender a equipe do Sesi/SP por duas temporadas, onde foi a capitã da equipe ma conquista do bronze no Campeonato Paulista de 2011 e quando equipe encerrou na quinta posição na Superliga Brasileira A 2011-12.
Na temporada 2012-13 passou a defender o Sesi-SP  sob o comando do técnico  Talmo Oliveira conquistou o título da Copa São Paulo em 2012 e no mesmo ano o bronze no Campeonato Paulista , disputando o primeiro torneio internacional do clube, ou seja, a edição do Top Volley de 2012 na Suíça, ocasião que terminou com a medalha de prata e encerrou nessa temporada na quarta posição na correspondente Superliga Brasileira A.
Na temporada 2013-14 foi contratada pelo Brasília Vôlei paras as competições deste período. conquistando o quarto lugar na I Copa Brasília em 2013,encerrando em oitavo lugar.
Na Superliga Brasileira A 2013-14 ela atingiu a incrível marca dos 4 mil pontos na história desta competição, sendo a maior pontuadora na modalidade feminina.Em 2014 foi nomeada Embaixadora dos Jogos Escolares da Juventude de Londrina 2014 e renovou com a equipe do Distrito Federal  para temporada 2014-15 .

## Títulos e Resultados
- 2013-14- 8º Lugar da Superliga Brasileira-Série A [34]
- 2013-4º lugar da Copa Brasília[33]
- 2012-13- 4º Lugar da Superliga Brasileira-Série A [32]
- 2012- Campeã da Copa São Paulo[29]
- 2012- 3º Lugar da Campeonato Paulista [30]
- 2011-12- 5º Lugar da Superliga Brasileira-Série A[28]
- 2011-Campeã da Copa da Imperatriz  do Japão [19]
- 2011- 3º Lugar do Campeonato Paulista
- 2010-11-3º Lugar do Campeonato Japones
- 2009-10-4º Lugar do Campeonato Japones
- 2008-09-4º Lugar da Superliga Brasileira-Série A
- 2008-Campeã do Campeonato Catarinense[25]
- 2007-08- Vice-campeã da Superliga Brasileira-Série A[9]
- 2007-Vice-campeã do Copa Brasil [23]
- 2007-Campeã do Jogos Abertos do Interior de Praia Grande[20]
- 2007-Campeã do  Jogos Regionais de Guarujá[22]
- 2007-Campeã do Campeonato Paulista[19]
- 2007- Vice-campeã da Copa São Paulo [20][21]
- 2006-07- 4º Lugar da Superliga Brasileira-Série A[9]
- 2006- Campeã do Campeonato Paulista[19]
- 2005-06- 3º Lugar da Superliga Brasileira-Série A[9]
- 2004- 4º Lugar dos Jogos Olímpicos (Atenas,  Grécia)[16]
- 2003-04- 3º Lugar da Superliga Brasileira-Série A[1][9]
- 2002-03- Vice-campeã da Superliga Brasileira-Série A[9]
- 2002- 4º Lugar da Grand Prix (Hong Kong, )[3]
- 2001-02- Campeã da Superliga Brasileira-Série A[1][9]
- 2001- 5º Lugar do Grand Prix (Macau, )[2]
- 2001- 4º Lugar  da Copa dos Campeões (Saitama & Fukuoka,  Japão)[2]
- 2000-01- Campeã da Superliga Brasileira-Série A[1][9]
- 2000- Vice-campeã Campeã da Taça Premium  TV Tarobá [1]
- 1999-00- Campeã da Superliga Brasileira-Série A[9]
- 1999- 4º Lugar  no BCV CUP Montreux (Montreux,  Suíça )[13]
- 1998-99- Vice-campeã da Superliga Brasileira-Série A[1][9]
- 1997-98- 8º Lugar da Superliga Brasileira-Série A[9]
- 1997-9º lugar do Campeonato Mundial Juvenil (Gdynia,  Polónia)[11]
- 1996-97- 9º Lugar da Superliga Brasileira-Série A[9]

## Premiações Individuais
- Melhor Sacadora da Liga A Japonesa de 2010-11[26]
- Melhor Sacadora da Superliga Brasileira A de 2005-06[4]